# Giovanni Lattuada
Giovanni Lattuada (født 12. januar 1905, død 16. april 1984) var en italiensk gymnast, som deltog i de olympiske lege i 1932 i Los Angeles.
Lattuada deltog i reck og ringe ved OL 1932. I reck blev nummer tolv og sidst med 22,7 point, men det gik betydelig bedre i ringene, hvor han opnåede i alt 55,5 point, hvilket var nok til bronze efter George Gulack (56,9 point) og William Denton (55,8 point), begge fra USA. Lattuada var blot 0,1 point bedre end en tredje amerikaner på fjerdepladsen.